# Mohammad-Reza Golpaygani
Mohammad-Reza Golpaygani (Golpayegan, 20 de marzo de 1899 – Qom, 9 de diciembre de 1993) fue un clérigo chiita y marya taqlid iraní. Nació en la aldea de Gogad, cerca de la ciudad de Golpayegan, Irán. Recibió sus estudios preliminares por parte de su padre, Mohammad Bagher. A la edad de nueve años, su padre falleció, y él se trasladó hacia Golpayegan para continuar con sus estudios. A los 20 años, viajó hacia Arak para estudiar bajo la tutela de Abdul-Karim Haeri Yazdi. Luego de que Haeri y el Ayatolá Mohammaf Taghi Khansari fundaron el Seminario (hawza) de Qom, viajó a aquella ciudad, e impartió conferencias en el seminario islámico. Fue uno de los clérigos de mayor rango que participó en la Revolución islámica de 1979, e incluso por un momento, un serio candidato en la sucesión de Ruhollah Jomeini como el Líder Supremo de Irán, tras la muerte de este último en 1989. Sin embargo, su candidatura fue bajada por la Asamblea de los Expertos, a favor del eventual sucesor y dirigente actual, Alí Jamenei.

## Primeros años y educación
Su nombre honorífico es Ayatolá Sayyid Muhammad Reza Golpayganim, Marya Taqlid Chiita. Nació en 1899 en Golpayegan Irán. Su padre "Sayyid Muhammad Baqer" fue un destacado ulema. Desde su infancia recibió educación primaria y de ciencias religiosas bajo grandes maestros. Antes de cumplir 21 años, participó en las clases de jurisprudencia y metodología del Ayatolá Haeri (fundador del hawza de Qom). Luego de finaizar su educación y alcanzar elevados puestos científicos y espirituales, comenzó a impartir clases. En aquel entonces, fue uno de los maestros más destacados del país.

## Maestros
Entre sus principales maestros se encontraban: 
1. Seyyed Muhammad Hasan Khansari
2. Ayatolá Haeri
3. Ayatolá Muhammad Taqi Golpayegani

## Maestros temporales
1. Ayatolá Muhammad Baqer Golpayegani
2. Ayatolá Muhammad Reza masjed Shahi Isfahani
3. Muhammad Hossein Naini
4. Allameh Jeque Muhammad Hossein Qaravi Esfahani
5. Ayatolá Borujerdi
6. Muhaqeq Iraquí
7. Sayyid Abul Hasan Isfahani
8. Jeque Abul Qasem Kabi

## Estudiantes
Tras la muerte del Ayatolá Abdul Karim Haeri, muchos estudiantes y ulemas participaron en las clases metodológicas (Osul) del Ayatolá Golpaygani: 
1. El posterior Ayatolá Murteza Haeri
2. El posterior Jeque Muhammad Fakour
3. Mártir Murteza Mutahari
4. Mártir Seyyed Muhammad Ali Qazi
5. Mártir Sayyid Mohammad Beheshtí
6. Mártir Mufatteh
7. Mártir Qoddusi
8. Mártir Shah Abaadi
9. Ayatolá Meshkini
10. Akbar Hashemí Rafsanjaní
11. Ayatolá Ahmad Jannati
12. Ayatolá Ostadi
13. Ayatolá Kharazi
14. Ayatolá Tuiserkani
15. Ayatolá Salawati

## Obras
Golpaygani ha escrito numerosos tratados y libros sobre jurisprudencia e islam. Entre ellas se encuentran:
- El libro del Hach (3 volúmenes)
- La guía para quién tiene velayah
- El libro del juicio
- El libro de los testigos
- Notas sobre Qrvah Al Vosqa
- Notas sobre formas de salvarse
- Asuntos del Hach
- Tratado sobre la no distorsión del Sagrado Corán
- La oración del Yumu'ah

## Muerte
Golpaygani falleció el 9 de diciembre de 1993 en Qom, siendo enterrado en el Templo de Hazrate Masoumeh.